# Kościół św. Antoniego w Zabrzu
Kościół świętego Antoniego – rzymskokatolicki kościół parafialny należący do dekanatu Zabrze diecezji gliwickiej. Znajduje się w zabrzańskiej dzielnicy Guido.
Obecna świątynia jest przebudowanym budynkiem gospody. Początkowo myślano o budowie dużej świątyni. Ponieważ parafia św. Andrzeja rozpoczęła budowę dużej świątyni pod wezwaniem św. Józefa, a parafia św. Franciszka rozpoczęła budowę świątyni pod wezwaniem św. Jadwigi, zdecydowano się na prostą adaptację pomieszczeń pod świątynię. Plany przebudowy zostały opracowane przez mistrza murarskiego Henryka Jamborka. Projekt uwzględniał budowę nowej nawy, a z sali gospody miało być urządzone prezbiterium i zakrystia. Wszystko miało być tak zrobione, aby w przyszłości budynek mógł powrócić do celów świeckich, gdyby zdecydowano się na budowę nowej świątyni. Koszty budowy zostały obliczone na 66,5 tys. marek. Kardynał Adolf Bertram przeznaczył 20 tysięcy, natomiast fundusz górniczy 16 tysięcy marek. Koszty zakupu parceli, przebudowy i adaptacji wnętrz na cele  duszpasterskie wyniosły ponad 200 tysięcy marek. Jedna dziesiąta kosztów została ofiarowana przez księdza proboszcza Józefa Benneka oraz jego rodzeństwo: Ernesta i Elżbietę. Na patrona świątyni został wybrany św. Antoni – orędownik ubogich. Prace adaptacyjne  zostały rozpoczęte w 1930 roku. Parafia św. Andrzeja ofiarowała w 1931 roku do świątyni XVII-wieczne ołtarze pochodzące z dawnej, drewnianej świątyni parafialnej, które po jej rozbiórce były umieszczone w tymczasowej świątyni pod wezwaniem Serca Pana Jezusa w Gliwicach-Sośnicy. W dniu 25 czerwca 1931 roku biskup Walenty Wojciech z Wrocławia pobłogosławił nową świątynię. Początkowo nabożeństwa były sprawowane przez księży z parafii pod wezwaniem św. Franciszka. Dopiero w dniu 23 maja 1936 roku świątynia otrzymała lokalistę, którym został mianowany ksiądz Alojzy Dyla (pracował w parafii do 1960 roku). Kardynał Adolf Bertram, dekretem z dnia 4 sierpnia 1937 roku, podniósł lokalię do rangi samodzielnej kuracji. Dekret został wprowadzony w życie w dniu 1 października tego samego roku. W 1945 roku nowa administracja kościelna, bez wydawania stosownych dekretów, przekształciła kurację w samodzielną parafię.